# Cândido Dulcídio Pereira
Cândido Dulcídio Pereira (Curitiba, 22 de novembro de 1861 - Lapa, 8 de fevereiro de 1894) foi um militar do Exército Brasileiro e da Polícia Militar do Paraná, que teve ativa participação na Revolução Federalista.

## Biografia
Filho de Cândido José Pereira, capitão do Exército Imperial (antiga denominação do Exército Brasileiro), com Cândida da Silva Lopes Pereira, filha de Cândido Lopes, fundador do Jornal Dezenove de Dezembro (1854 a 1890), Cândido Dulcídio Pereira nasceu em Curitiba, em 22 de novembro de 861. Era  Dulcídio ainda criança mudou-se com a família para a Província do Pará, acompanhando seu pai, transferido para a Tesouraria da Fazenda.
Assentou praça como soldado do Exército Brasileiro e em 1877 foi reconhecido como cadete, por ser filho de oficial do Exército Imperial. Foi aluno da Escola Militar da Praia Vermelha, Rio de Janeiro; completando seus estudos no Rio Grande do Sul, na Escola Militar de Porto Alegre.
Retornou ao Rio de Janeiro como alferes em 17 de junho de 1887. E no episódio da Questão Militar foi um dos poucos paranaenses a ter a oportunidade de assinar o Pacto de Sangue, no qual se comprometia a sacrificar a própria vida pela causa republicana. Posteriormente participou na Praça da Aclamação do ato que simboliza a Proclamação da República do Brasil, à frente do 1º Regimento de Cavalaria.
Foi promovido a tenente em 7 de janeiro de 1890, e a capitão em 1893. No Rio de Janeiro casou-se com Albertina Nogueira Pereira; retornando ao Paraná e incorporando ao 8º Regimento de Cavalaria.
Em 29 de janeiro de 1891, foi comissionado no posto de coronel, como Comandante do Regimento de Segurança, atual Polícia Militar do Paraná. Na corporação mudou a sede do Quartel do Comando Geral, reativou a Banda de Música e criou o Esquadrão de Cavalaria.

### Revolução Federalista
Em 1893, frente à Revolução Federalista e à Revolta da Armada, o Coronel Dulcídio solicitou a duplicação do efetivo, com a criação de um novo batalhão (Batalhão Patriótico 23 de Novembro), colocando-se à disposição do Governo Federal. Em 23 de outubro o regimento foi então colocado à disposição do Ministério da Guerra e reunido ao 8º Regimento de Cavalaria e o 17º Batalhão de Infantaria do Exército, sob o comando do General Francisco de Paula Argolo.

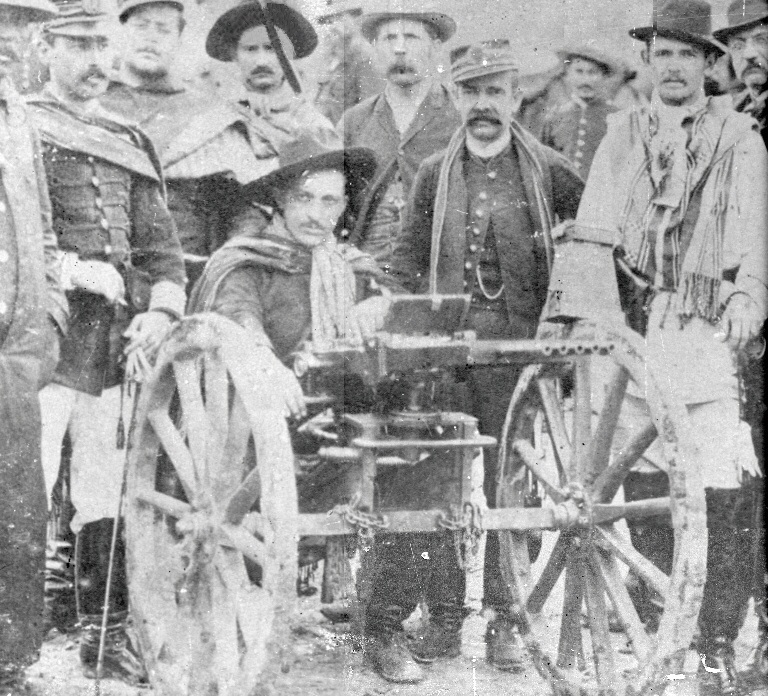
Coronel Dulcídio (militar com menor estatura) em pé, atrás de uma metralhadora Nordenfelt.

Essa tropa deveria avançar sobre a cidade de Desterro, onde se concentravam os federalistas e os marinheiros sublevados da Revolta da Armada. Devido o iminente cerco por outras colunas móveis, o General Argolo decidiu recuar as tropas para Rio Negro, PR. Esse procedimento desagradou o Marechal Floriano Peixoto, levando-o a repassar o comando das tropas para o Coronel Antônio Ernesto Gomes Carneiro.
Nesse momento o Paraná já se encontrava sob ataque por diversas frentes. O Coronel Carneiro optou por criar uma linha de defesa concentrada na cidade da Lapa, até receber reforços de São Paulo. Esse reforço nunca chegou e as tropas resistiram por vinte e seis dias a efetivos numericamente superiores; passando esse episódio militar a ser conhecido como o Cerco da Lapa.
No dia 7 de fevereiro de 1894, ocorreu o mais violento combate, no qual o Coronel Dulcídio recebeu um tiro que lhe atingiu a bexiga; vindo a falecer às dez horas do dia seguinte. Em 11 de fevereiro a praça de guerra capitulou. Mas a resistência não foi vã, pois retardou os revoltosos e permitiu a concentração das forças legalistas; contribuindo dessa forma para a manutenção do governo.

### Relato de sua morte
| “ | Mal despontava o dia, nebuloso, frio e de uma chuva miúda e constante, quando começou contra a heróica cidade um bombardeio forte e continuo, prolongado até quasi sete horas da manhã. Dos morros adjacentes do Monje, da Cruz e do Cemitério, pontos elevados que dominam a cidade, choviam ininterrompidamente projecteis de todos os calibres, desde os de canhões Krupps até os de metralhadoras de 25 e 9 mm. Ao mesmo tempo formavam-se fortes linhas de Cavalaria, e Infantaria, sob commando do Coronel Apparicio Saraiva, compostas de 300 homens mais ou menos, invadia impetuosamente as ruas das Tropas e da Boa Vista. O General Carneiro duplicava de enthusiasmo, de coragem e de animação, arregimentando as suas 300 praças apenas, distribuindo-as, infiltrando-lhes no sangue o ardor de que estava possuido, com sua palavra patriótica e a sua presença varonil, e sympathica. O Coronel Dulcídio, então Commandante da retaguarda, observava do alto da Igreja da Matriz o movimento das forças inimigas, e participava-o ao General Carneiro: e, armado de sua Manulicher (fuzil Mannlicher), com o concurso e o valor dos seus commandados, rechaçava os sitiantes, e caçava os Ajudantes d’Ordens e outros cavalleiros que se adiantavam um pouco. Nessa ocasião foi ferido por uma bala, que atravessando o seu pórta-revolver e o talim, foi alojar-se-lhe nos intestinos, causando-lhe uma peritonite aguda. De repente cessa a Artilharia, e a Infantaria começa o seu tiroteio atacando o flanco direito das posições, conseguindo entrar na cidade e introduzir-se em casas de Chico de Paula e mais duas contíguas. Ahi foi ferido o General Carneiro . Apesar disso, os atacantes vêem-se impotentes pra tomar a praça, e as 2 horas da tarde são levados de vencida, deixando muitos mortos e 21 prisioneiros. Ferido, agonisante, prestes a morrer, o Coronel Dulcidio foi de um estoicismo raro; e a sua morte é o começo do descalabro da praça sitiada. No dia seguinte – 9 – morre de manhã o bravo companheiro de Dulcidio, o General Carneiro. | ” |

### Homenagem
Em 1958, o 1° Regimento de Polícia Rural Montada, da Polícia Militar do Paraná, recebeu como homenagem o seu nome por designação. Após a dissolução dessa unidade em 1967, passou então a denominar o Regimento de Polícia Montada.